# Matthew Ferguson
Matthew Ferguson (* 3. April 1973 in Toronto (Toronto Islands), Ontario) ist ein kanadischer Schauspieler.

## Leben und Leistungen
Matthew Ferguson wurde auf Toronto Islands geboren. Er lebt einige Zeit auf diesen der Stadt Toronto vorgelagerten Inseln mit etwa 700 Einwohnern. Mit fünf Jahren demonstrierte er in einer Menschenkette um ein Regierungsprojekt zu stoppen, das die Bevölkerung umsiedeln und einen Park errichten wollte. Schließlich konnten die Einwohner im Jahr 1992 einen Pachtvertrag für 99 Jahre abschließen. Teilweise aus dieser Widerstandsbewegung entstand 1983 die Theatergruppe Shadowland, aus der später das Swizzle Stick Theatre der Stelzenläufer hervorging. Ferguson ist aktives Mitglied und trat im Straßentheater auf. Er lernte auf Stelzen zu gehen und führte diese Fertigkeit jahrelang beim Caribana, dem Karneval in Toronto, vor. Weitere Hobbys sind Sport, Hockey, Bergsteigen und das Nachahmen von Akzenten.
Ferguson absolvierte die Claude Watson School for the Performing Arts, eine Schauspielschule in Toronto. Kurz nach dem Tod seiner Mutter war seine erste Theaterrolle im Jahr 1989, im Alter von 16 Jahren, in Geometry in Venice als Morgan Moreen. Für diese Darstellung wurde er für einen Dora Mavor Moore Award nominiert. Eine Hauptrolle übernahm er 1992 im Film Simons Sehnsucht (On My Own). 1993 wurde er dafür vom Australian Film Institute für einen AFI Award als bester Hauptdarsteller nominiert.
Eine Szene mit ihm in Tödliche Weihnachten (The Long Kiss Goodnight) (1996), in der er Geena Davis einen langen Gute-Nacht-Kuss gab und die dem Film den englischen Namen verlieh, wurde herausgeschnitten.
Im Theater spielte er Lucio in Maß für Maß (Measure For Measure), einem Drama von William Shakespeare.
Im November 2000 stand er als Ian MacNeil im Stück The Glace Bay Miners' Museum in Sudbury auf der Bühne. Der Stoff basiert auf einer Kurzgeschichte von Sheldon Currie, die auch verfilmt wurde.
Eine mittelgroße Nebenrolle stellte Ferguson in Liebe und andere Grausamkeiten (1993) von Regisseur Denys Arcand dar und wurde dafür 1994 für einen Genie Award als bester Nebendarsteller nominiert. Zwei weitere Nominierungen für diesen kanadischen Preis erhielt er 1996 als bester Hauptdarsteller für Eclipse - Begegnungen (1994) und für Lilies – Theater der Leidenschaft (1996). Im mit neun Oscars ausgezeichneten Film Der englische Patient (1996) von Regisseur Anthony Minghella ist Ferguson in einer kleinen Rolle als verwundeter Soldat zu sehen.
Bekannt ist Matthew Ferguson vor allem als Computergenie Seymour Birkoff in der dramatischen Agentenserie Nikita (1997–2001) mit Peta Wilson, Roy Dupuis, Don Francks, Eugene Robert Glazer und Alberta Watson. 1998 wurde er für einen Gemini Award als bester Nebendarsteller in dieser Fernsehserie  nominiert. Im Horrorthriller Cube 2: Hypercube (2002) porträtierte er eine mittelgroße Nebenrolle und im Spielerdrama Owning Mahowny (2003) in einigen Szenen eine kleinere Nebenrolle.
Ferguson produzierte Theaterstücke in Toronto. Als Drehbuchautor und Schauspieler wirkt er am Film Run Bobby Run über Bobby Kennedy mit.

## Filmografie (Auswahl)
- 1992: Simons Sehnsucht (On My Own)
- 1992: Die Waffen des Gesetzes (Street Legal) (Folgen 7.4 Persistence of Vision und 7.7 Never Say Die)
- 1993: Liebe und andere Grausamkeiten (Love and Human Remains)
- 1993: Harter Mann in Uniform (I Love a Man in Uniform)
- 1994: The Club
- 1994: Hölle einer Ehe (Life with Billy)
- 1994: Mütter und Töchter (Lives of Girls & Women)
- 1994: Eclipse - Begegnungen (Eclipse)
- 1994: „Spenser“ Tod eines Sensationsreporters (Spenser: Pale Kings and Princes)
- 1995: Billy Madison – Ein Chaot zum Verlieben
- 1995: Harrison Bergeron – IQ Runner bzw. I.Q. Runner – Aufstand der Untermenschen (Harrison Bergeron)
- 1995: War at Sea: The Black Pit
- 1996: Geständnis mit tödlichen Folgen (The Deliverance of Elaine)
- 1996: Lilies – Theater der Leidenschaft (Lilies – Les feluettes)
- 1996: Der englische Patient (The English Patient)
- 1996: PSI Factor (Folge 1.8 Der Flüchtige/Zwei verlorene alte Männer bzw. The Transient/The Two Lost Old Men)
- 1997: Uncut
- 1997–2001: Nikita (La Femme Nikita) (Fernsehserie)
- 1998: The Wall – Abschied vom Heldentum
- 1998: Anna und der Geist (Giving Up the Ghost)
- 2001: I Shout Love
- 2001: Mission Erde (Folge 5.7 Guilty Conscience)
- 2002: An American in Canada (Fernsehserie)
- 2002: Cube 2: Hypercube
- 2002: Three and a Half
- 2003: Owning Mahowny
- 2004: Snakes & Ladders (Fernsehserie)
- 2005: Hockey: A People’s History (Folge A Simple Game)
- 2005: Odd Job Jack (Synchronstimme, 8 Folgen: 1.13, 2.01, 2.10, 2.11, 3.01, 3.02, 3.12, 3.13)
- 2010: Murdoch Mysteries (Folge Me, Myself and Murdoch)
- 2010: Unnatural History (Folge Curse of the Rolling Stone)